# 泰国黄叶树
泰国黄叶树（学名：Xanthophyllum siamense），为远志科黄叶树属下的一个植物种。